# Рамдас
Рамдас (маратхи समर्थ रामदास, IAST: Rāmdās, 1608—1681) — известный индуистский маратхский святой и поэт, преданный Рамы и Ханумана. Имя его значит «Слуга Рамы».
Рамдас родился в брахманской семье в местечке Джалн, ныне в округе Джална, штат Махараштра, Индия. День его рождения совпал с важным индуистским праздником Рамнавами — днём явления Рамы. При рождении родители дали ему имя Нараян. С детского возраста Нараян начал проявлять недюжинный интерес к религии. В восьмилетнем возрасте он потерял отца, а в 18 лет его мать устроила его свадьбу. Желая следовать монашескому образу жизни, Нараян убежал из родной деревни прямо во время свадебного обряда.
Нараян много путешествовал по Северной Индии, занимаясь медитацией в маленьких пещерах, предназначенных для этой цели. Ряд из них впоследствии стали местами паломничества. Двенадцать лет он провёл в деревне Панчавати (расположенной на берегу реки Годавари около города Насика), где молился и занимался изучением священных индуистских текстов. В возрасте 24 лет он принял имя Рамдас, означающее «слуга Рамы». Рамдас также поклонялся величайшему преданному Рамы, Хануману, который по преданию отличался необычайной силой. Рамдасу приписывают основание 11 храмов Ханумана. Одно из его наиболее известных поэтических произведений — «Шри-марути-стотра» — посвящено Хануману.
У Рамдаса было множество учеников. Один из самых известных из них — Кальян Свами — служил своему учителю в качестве писаря, записывал его песни и молитвы. Рамдаса принято считать гуру Шиваджи. Согласно легенде, по просьбе Шиваджи Рамдас избрал своей резиденцией крепость Парали, которая позднее в его честь была названа Садджангад («Священная крепость»).